# 不老安正
不老 安正（ふろう やすまさ、1944年（昭和19年）1月26日 - ）は、日本の実業家。福岡県太宰府市で和菓子店・飲食店を展開する「かさの家」代表取締役。太宰府梅ケ枝餅協同組合理事長、福岡県物産振興会会長、太宰府市観光協会会長などの公職を務める。また、射撃競技（クレー射撃）でオリンピック出場経験もある。

## 経歴
福岡県太宰府市出身。博多高等学校卒業。「松月庵」に務め、のち代表。1977年（昭和52年）に「笠の家」が屋号を「かさの家」に改めた際に代表。のち2005年（平成17年）に「かさの家」を法人化（株式会社かさの家）し、代表取締役。
射撃選手としては、1983年（昭和58年）に群馬国体で優勝。1986年アジア競技大会（ソウル）出場・団体銅メダル。1987年（昭和62年）、全日本選手権初優勝。1987年アジア大陸選手権（北京）で団体銀メダル。1988年ソウルオリンピックのスキート種目に出場。2016年には2020年東京オリンピックを控え、JOCより東京オリンピック・パラリンピック競技大会組織委員会アスリート委員とクレー射撃コーチングスタッフを委嘱される。
2018年11月、黄綬褒章受章。
2022年6月22日から日本クレー射撃協会の会長を務める。